# Bornriethmoor
Bornriethmoor este o arie protejată (sit de importanță comunitară — SCI) din Germania întinsă pe o suprafață de 113 ha, integral pe uscat.

## Localizare
Centrul sitului Bornriethmoor este situat la coordonatele 52°46′31″N 10°06′08″E / 52.7753°N 10.1022°E.

## Înființare
Situl Bornriethmoor a fost declarat sit de importanță comunitară în iunie 2000 pentru a proteja 1 specie de animale.

## Biodiversitate
Situată în ecoregiunea atlantică, aria protejată conține 6 habitate naturale: Pajiști umede nord-atlantice cu Erica tetralix, Turbării active, Mlaștini oligotrofe degradate, capabile încă de regenerare naturală, Mlaștini turboase de tranziție și turbării mișcătoare, Depresiuni pe substraturi de turbă de Rhynchosporion, Lacuri și iazuri distrofice naturale.
La baza desemnării sitului se află o specie protejată de  nevertebrate: libelule (Leucorrhinia pectoralis).
Pe lângă speciile protejate, pe teritoriul sitului au mai fost identificate 3 specii de plante.